# 550

## Esdeveniments
- Còrdova – batalla entre hispanorromans i visigots, amb victòria dels primers[1]
- Roma – Els ostrogots, conduits per Tòtila conquereixen Roma[2]
- Alsàcia – El missionari Arbogast d'Estrasburg comença la cristianització d'Alsàcia[3]
- Índia - Inici de la dinastia Txalukia[4]

## Morts
- Albí d'Angers, bisbe d'Angers i sant catòlic[5]